# James Norton (aktor)
James Geoffrey Ian Norton (ur. 18 lipca 1985 w Londynie) – brytyjski aktor.

## Życiorys
Urodził się w Londynie w rodzinie rzymskokatolickiej jako syn pary nauczycieli Lavinii Jane (z domu Norman) i Hugh Biddulpha Nortona. Jego ojciec, który urodził się w Tanzanii, był wykładowcą w Hull School of Art and Design. Pochodząca z Londynu rodzina Nortona mieszkała w miejscowości Malton, w Ryedale w hrabstwie North Yorkshire. Norton, który dorastał na skraju Howardian Hills w North Yorkshire, określił swoje dzieciństwo jako „idylliczne”. Norton ma pochodzenie angielskie, irlandzkie, szkockie, niemieckie kornwalijskie i żydowskie.
Kształcił się w Ampleforth College, niezależnej rzymskokatolickiej szkole benedyktynów z internatem w wiosce Ampleforth w North Yorkshire. Gdy miał 15 lat, brał udział w amatorskich produkcjach w Stephen Joseph Theatre w Scarborough. W 2004 studiował teologię w Fitzwilliam College w Cambridge, uzyskując dyplom z wyróżnieniem pierwszej klasy w 2007. Miał możliwość wyjazdu do północnych Indii z misją, aby uczyć i występować dla uczniów w 16 szkołach.
Był członkiem Klubu Teatralnego Marlowe Society w Cambridge, a w 2007 zagrał Posthumusa Leonatusa w przedstawieniu Cymbelin w reżyserii Trevora Nunna na stulecie towarzystwa. Występował w wielu produkcjach teatralnych podczas studiów, a następnie przez trzy lata uczęszczał do Royal Academy of Dramatic Art (RADA) w Londynie. Pozostało tylko pół roku do ukończenia studiów, kiedy to wyjechał w 2010.
W 2010 znalazł się w obsadzie spektaklu Posh w Royal Court Theatre. Debiutował na ekranie jako przyjaciel Jenny w dramacie Lone Scherfig Była sobie dziewczyna (2010) z Carey Mulligan. W Crucible Theatre w Sheffield w That Face (2010) zagrał 18-letniego Henry’ego, który porzucił szkołę, by opiekować się psychicznie chorą i uzależnioną od narkotyków matką.

## Życie prywatne
W latach 2015–2017 był w związku z aktorką Jessie Buckley. W latach 2018–2022 związany był z aktorką Imogen Poots.
Jest właścicielem nieruchomości w elitarnym obszarze Pakem w Londynie. Norton ma cukrzycę typu 1. 

## Filmografia

### Filmy
- 2010: Była sobie dziewczyna jako przyjaciel Jenny
- 2013: Wyścig jako Guy Edwards
- 2014: Pan Turner jako Francis Willoughby
- 2017: Zawsze jest czas na miłość jako Philip
- 2017: Linia życia jako Jamie
- 2019: Małe kobietki jako John Brooke
- 2019: Obywatel Jones jako Gareth Jones
- 2024: Bob Marley: One Love jako Chris Blackwell

### Seriale
- 2012: Inspektor George Gently jako James Blackstone
- 2013: Doktor Who jako Onegin
- 2014–2023: Happy Valley jako Tommy Lee Royce
- 2014–2019: Grantchester jako Sidney Chambers
- 2016: Wojna i pokój jako książę Andrei Bolkonsky
- 2016: Czarne lustro jako Ryan
- 2018: McMafia jako Alex Godman